# Hearts in Atlantis (film)
Hearts in Atlantis is een Amerikaans-Australische mystery thriller-film uit 2001, geregisseerd door Scott Hicks en met Anthony Hopkins en Anton Yelchin in de hoofdrol. Het is losjes gebaseerd op Stephen Kings Dark Tower aansluitende verhaal Low Men in Yellow Coats, een novelle in de verhalenbundel Hearts in Atlantis waarnaar de film is vernoemd.
De film is opgedragen aan cameraman Piotr Sobociński, die een paar maanden voor de release aan een hartaanval stierf.

## Synopsis
In de zomer van 1960 haalt de moeder van de elfjarige Bobby Garfield (Yelchin) de mysterieuze Ted Brautigan (Hopkins) als kostganger in huis. Omdat zijn moeder veel weg is trekt Bobby veel met de oude baas op. Hij ontdekt dat Brautigan over telepathische krachten beschikt en achtervolgd wordt door geheimzinnige mannen in pakken. Bobby heeft intussen ook nog heel wat te stellen met de plaatselijke pestkop en met een hevige aanval van kalverliefde. 

## Rolverdeling
- Anton Yelchin - Bobby Garfield
  - David Morse - Volwassen Bobby
- Anthony Hopkins - Ted Brautigan
- Hope Davis - Elizabeth "Liz" Garfield
- Mika Boorem - Carol Gerber / Molly
- Deirdre O'Connell - Mrs. Gerber
- Will Rothhaar - John "Sully" Sullivan
- Timmy Reifsnyder - Harry Doolin
- Alan Tudyk - Monte Man (goochelaar op kermis)
- Tom Bower - Len Files
- Celia Weston - Alana Files
- Adam LeFevre - Don Biderman